# Sudbury, Suffolk
Sudbury este un oraș în comitatul Suffolk, regiunea East, Anglia. Orașul se află în districtul Babergh. 

## Personalități născute aici
- Thomas Gainsborough (1727 - 1788), pictor.